# Marcin Białobłocki
Marcin Białobłocki (Sokółka, Voivodat de Podlàquia, 2 de setembre de 1983) és un ciclista polonès. Actualment milita a l'equip CCC Sprandi Polkowice. Ha corregut la major part de la seva carrera en equips britànics. Del seu palmarès destaca la victòria a l'An Post Rás i el Campionat nacional en contrarellotge.

## Palmarès
- 2011
  - Vencedor d'una etapa a l'An Post Rás
- 2012
  - Vencedor d'una etapa a l'An Post Rás
- 2013
  - 1r a l'An Post Rás
- 2014
  - Vencedor d'una etapa a l'An Post Rás
- 2015
  -  Campió de Polònia en contrarellotge
  - Vencedor d'una etapa a la Volta a Polònia

### Resultats al Giro d'Itàlia
- 2017. 159è de la classificació general